# Chega de Saudade (filme)
Chega de Saudade é um filme brasileiro de 2008, do gênero drama, dirigido por Laís Bodanzky.

## Sinopse
O filme se passa num baile em um clube de dança de São Paulo. Desde quando o salão abre suas portas, pela manhã, até seu fechamento, pouco após a meia-noite, diversos personagens rodeiam o local.

## Elenco
| Ator/Atriz         | Personagem           |
| ------------------ | -------------------- |
| Tônia Carrero      | Dona Alice           |
| Betty Faria        | Elza                 |
| Cássia Kiss        | Marici               |
| Miriam Mehler      | Nice                 |
| Elza Soares        | Ana                  |
| Jorge Loredo       | Dionísio             |
| Leonardo Villar    | Álvaro               |
| Maria Flor         | Bel                  |
| Marly Marley       | Liana                |
| Paulo Vilhena      | Marquinhos           |
| Stepan Nercessian  | Eudes                |
| Selma Egrei        | Falecida             |
| Clarisse Abujamra  | Rita                 |
| Luiz Serra         | Ernesto              |
| Conceição Senna    | Aurelina             |
| Amélia Bittencourt | Empresária           |
| Homero Kossac      | Sr. Ernesto          |
| Ivan de Almeida    | Namorado de Aurelina |

## Trilha sonora
O filme conta com rica trilha sonora de diferentes ritmos samba, forró, bossa nova e pop. Toda trilha é interpretada por Elza Soares, Marku Ribas com participação da Banda Luar de Prata. Compõem a trilha sonora do filme:
- "Não Deixe o Samba Morrer"
- "De Noite na Cama"
- "Um Calo de Estimação"
- "Você Não Vale Nada"
- "Tequila"
- "Bebete Vãobora"
- "Lama"
- "Sonata ao Luar"
- "Mulheres"
- "Bambino"
- "Cha Cha Cha"
- "Como uma Onda"
- "Mon Amour, Meu Bem, Ma Femme"
- "Chega de Saudade" (com Rogério Duprat)

A trilha sonora foi lançada em CD no ano de 2008, pela Universal Music Group.

## Recepção

### Crítica dos especialistas
Érico Borgo, do portal Omelete, fez crítica bastante elogiosa ao filme e ao diretor de fotografia Walter Carvalho. Sobre o filme anotou que: "A cineasta não decepciona em seu segundo trabalho e entrega um dos melhores filmes nacionais recentes."
Ronaldo Pelli, do G1, elogiou o filme, a escolha do elenco e comentou que: "Apoiado em inúmeras tramas que se sucedem, o longa-metragem de Laís Bodanzky - seu anterior foi o aclamado “Bicho de sete cabeças” – poderia ser cansativo. Mas não é. Do início ao fim, acompanhamos a evolução de uma festa onde as pessoas, dos mais diferentes tipos, dançam, jogam papo fora e se divertem. E é exatamente na diversidade de pessoas que está a graça da história."
Luiz Zanin Oricchio, para o O Estado de S. Paulo, elogiou as escolhas da direção de Laís e fez crítica positiva a música: "Chega de Saudade é um filme coral [...] Como não poderia deixar de ser, Chega de Saudade é um filme embalado pela música."

## Principais prêmios e indicações
Festival de Brasília (2008)
- Troféu Candango de Melhor Direção e Melhor Roteiro.
- Troféu Candango Melhor Filme (Júri Popular), sendo ovacionado de pé ao fim da exibição por todos no Cine Brasília.

Prêmio Contigo! de Cinema Nacional (2008)
- Melhor Trilha Sonora.[12]

Grande Prêmio do Cinema Brasileiro (2008)
- Melhor figurino.[13]

Festival do Rio (2008)
- Melhor Ação de Product Placement do Cinema Brasileira (Cena Bradesco Seguros e Previdência).[14]

Festival Films de Femmes (2009)
- Prêmio Especial do Júri.[15]

Festival de Cinema Brasileiro de Paris (2009)
- Menção Especial do Júri.
- Melhor Filme pelo Júri Popular.[14]

## Livro
Um livro foi publicado com o roteiro do longa. O livro integra a coleção "Aplausos Cinema Brasil" e foi publicado pela editora Imprensa Oficial.